# Bisdom Houma-Thibodaux

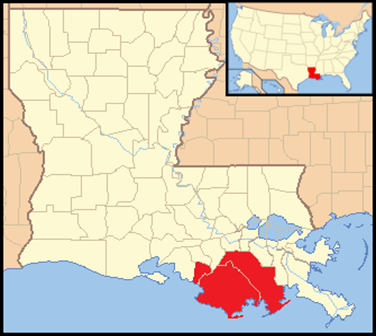
Het bisdom Houma-Thibodaux (rood) binnen de kerkprovincie New Orleans

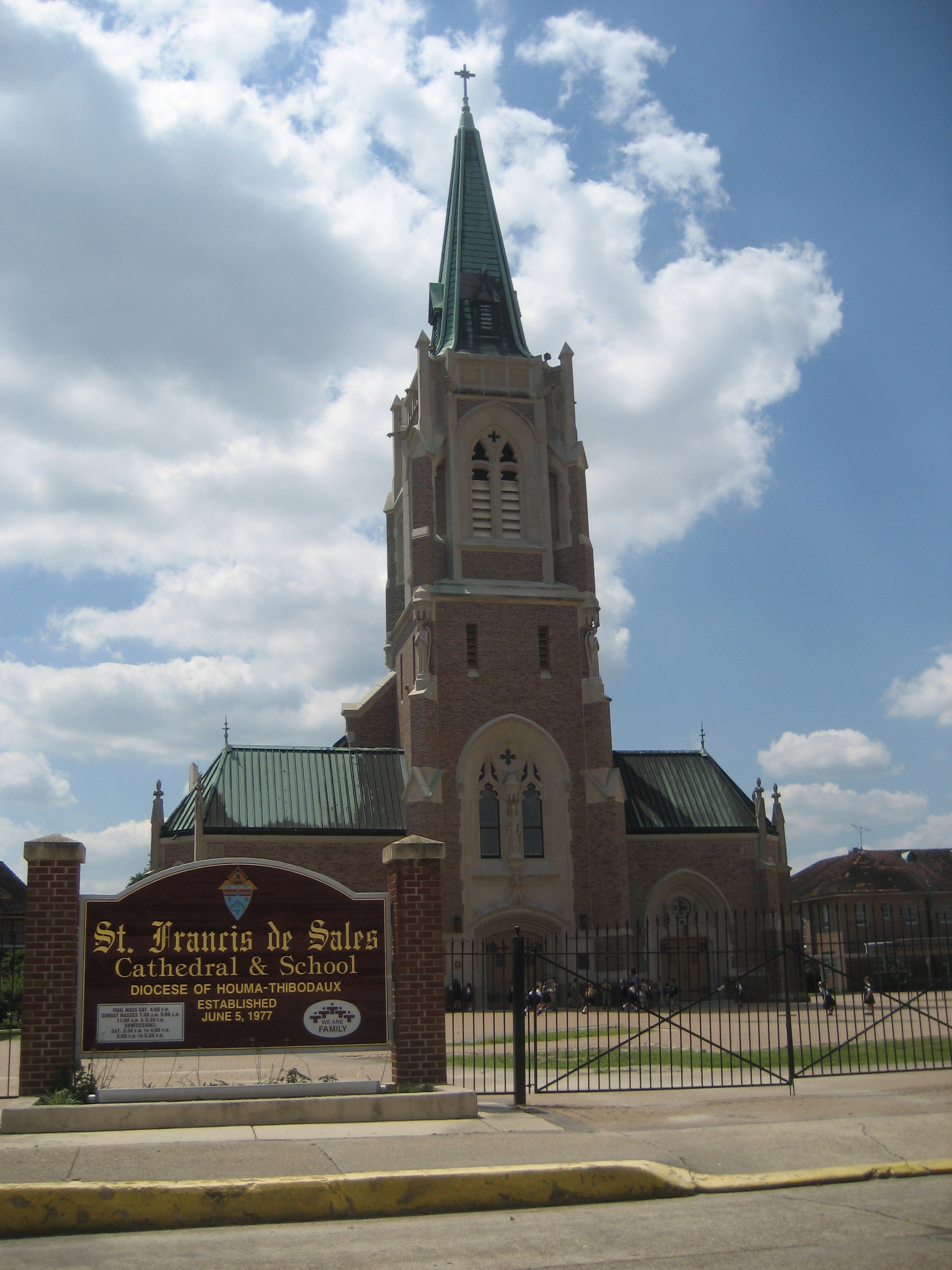
Sint-Franciscus van Saleskatehdraal van Houma

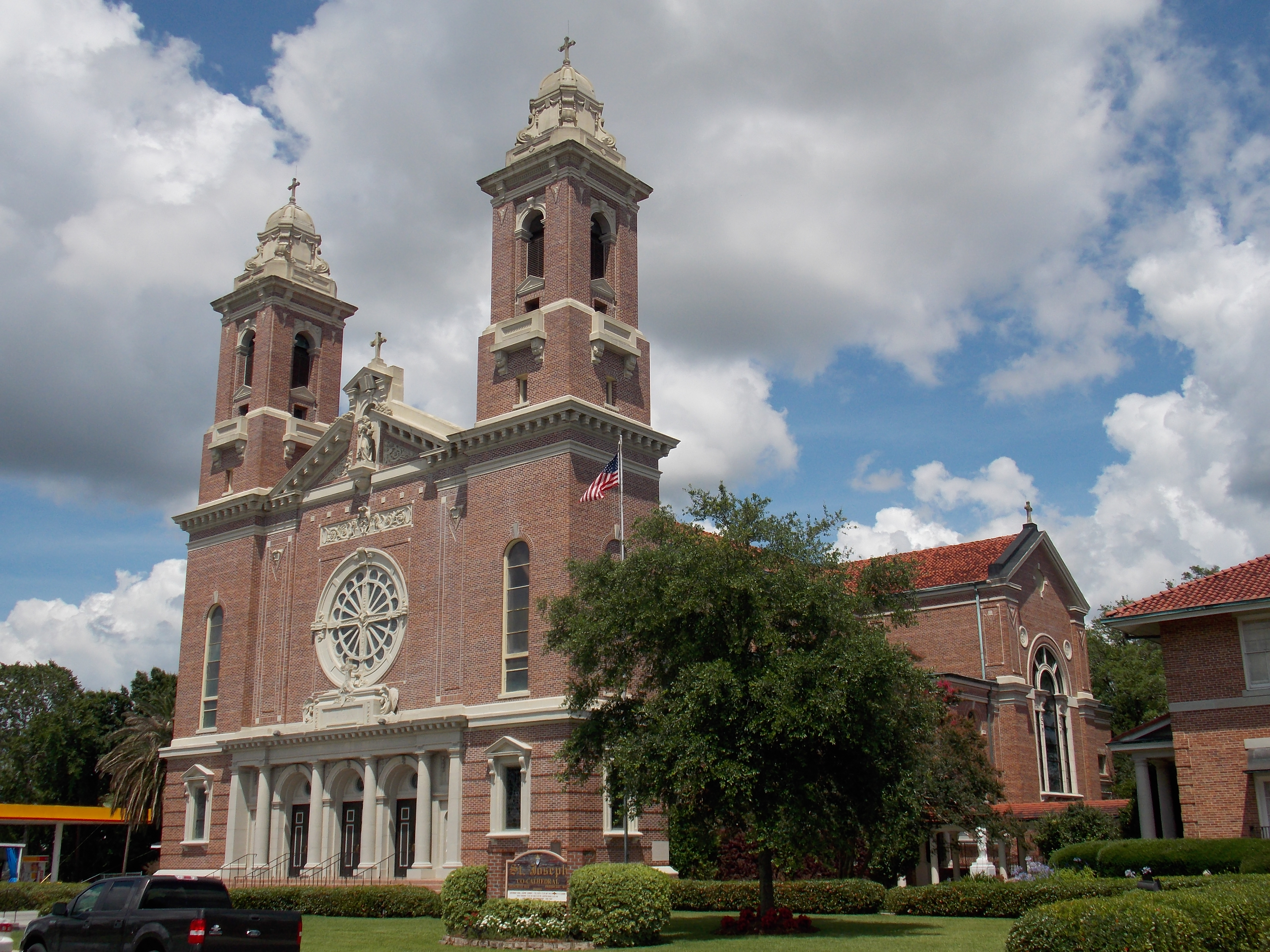
Co-kathedraal Sint-Joseph van Thibodaux

Het bisdom Houma-Thibodaux (Latijn: Dioecesis Humensis-Thibodensis) is een rooms-katholiek bisdom met als zetel Houma en Thibodaux. Het is een suffragaan bisdom van het aartsbisdom New Orleans. Het bisdom omvat de parishes Lafourche, Terrebonne en delen van de parishes St. Mary en Jefferson, alle in de staat Louisiana. 
In 2019 telde het bisdom 39 parochies. Het bisdom heeft een oppervlakte van 9065 km2 en telde in 2019 241.700 inwoners waarvan 48,1% rooms-katholiek was. 

## Geschiedenis
Het bisdom werd in 1977 opgericht. Een eerste parochie in het gebied van het huidige bisdom werd opgericht in 1842 door pater Charles M. Menard. De katholieken in het bisdom zijn van erg verschillende afkomst: Houma-indianen, cajuns, blanke Amerikanen en zwarten, Duitssprekende immigranten uit het Rijnland en uit Zwitserland, Latino's, Italianen en Vietnamese vluchtelingen.  In 1977, toen het bisdom werd afgesplitst van het aartsbisdom New Orleans, telde het al 36 parochies en 14 katholieke scholen. In 1981 werd in Amelia een parochie voor Vietnamese katholieken opgericht.

## Bisschoppen
- Warren Louis Boudreaux (1977-1992)
- Charles Michael Jarrell (1992-2002)
- Sam Jacobs (2003-2013)
- Shelton Joseph Fabre (2013-2022)

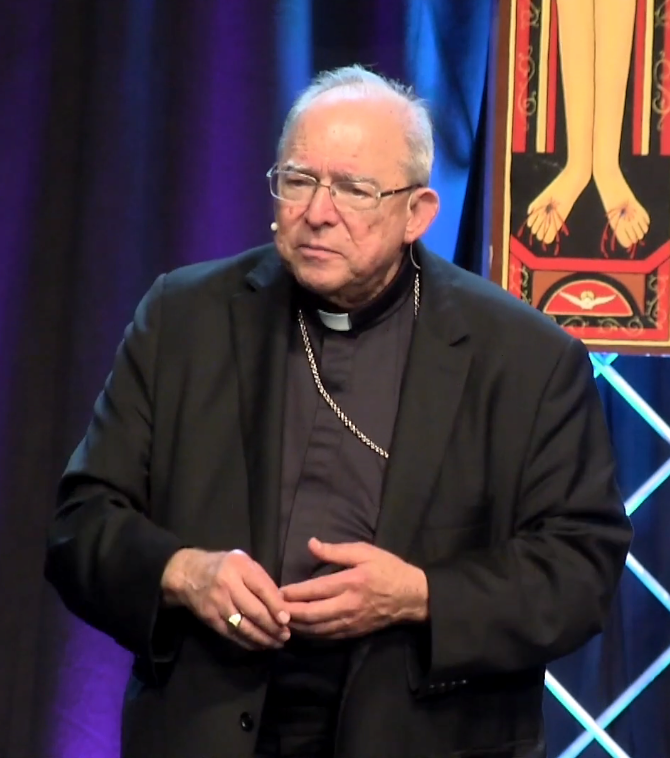
Sam Jacobs